# Love 'Em and Feed 'Em
Love 'Em and Feed 'Em é um curta-metragem mudo norte-americano de 1927, do gênero comédia, dirigido por Clyde Bruckman e estrelado por Oliver Hardy.

## Elenco
- Max Davidson - 'Cherokee' Cohen
- Oliver Hardy - 'Happy' Hopey
- Viola Richard - Viola

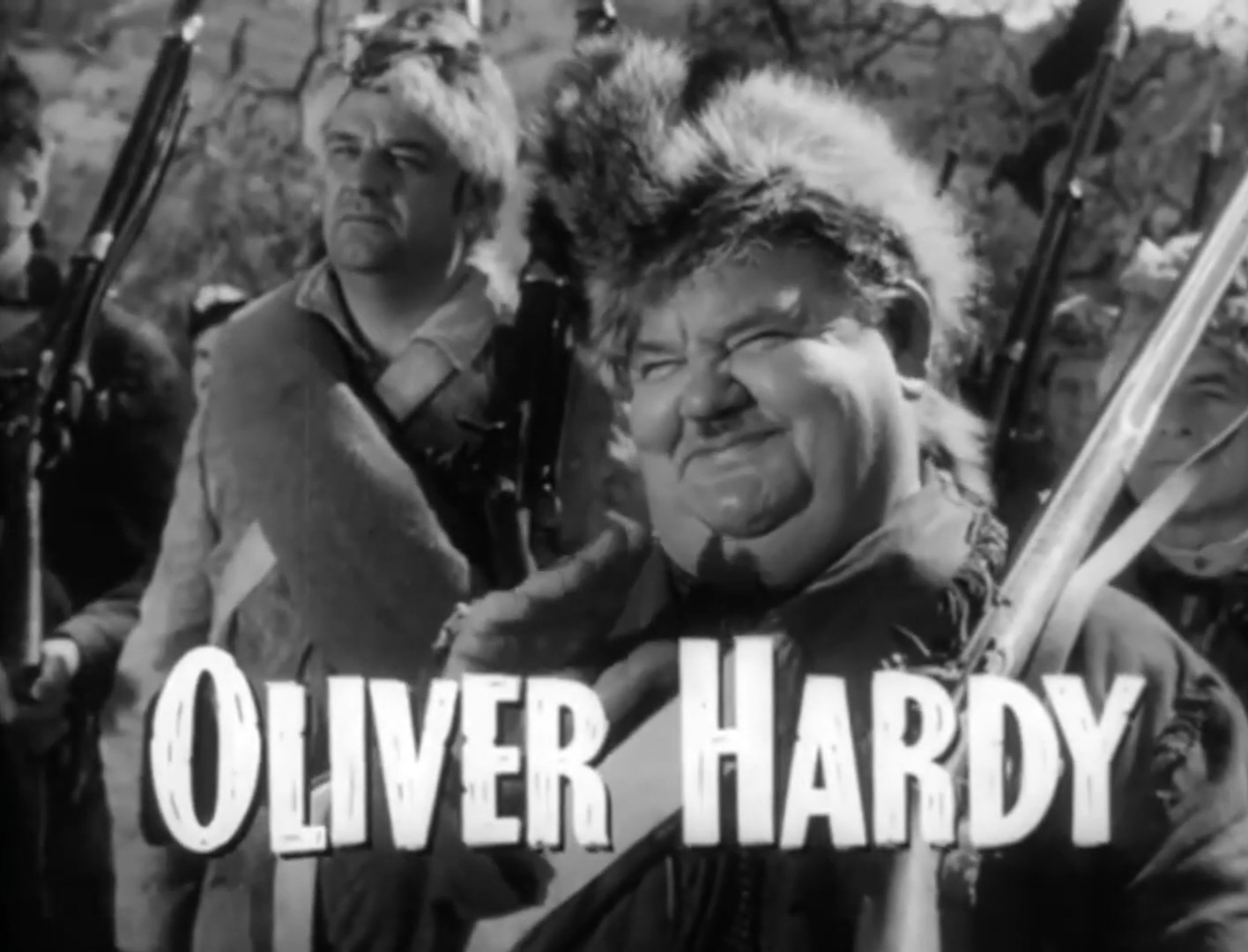
Oliver Hardy

- Martha Sleeper - Martha, uma estenógrafa